# Heinz Potthoff
Heinz Potthoff (ur. 30 marca 1904 w Bielefeld, zm. 13 września 1974 tamże) – niemiecki polityk i ekonomista, w latach 1952–1962 członek Wysokiej Władzy Europejskiej Wspólnoty Węgla i Stali.

## Życiorys
Syn rzemieślnika. Ukończył praktykę jako ślusarz, od 1918 do 1926 pracował w tym zawodzie. Następnie do 1932 dziennikarz lewicowego dziennika z Bielefeld „Volkswacht”. Był ponadto działaczem i pracownikiem związku zawodowego branży metalowej Deutscher Metallarbeiter-Verband. Ukończył studia ekonomiczne na Uniwersytecie Kolońskim, studiował także na uczelniach we Frankfurcie nad Menem i Zurychu; w 1936 uzyskał doktorat w tej dziedzinie na Uniwersytecie Zuryskim. Od 1936 pracował jako doradca i menedżer w przedsiębiorstwach przemysłowych w Chemnitz, Norymberdze i Kassel. Od 1945 do 1946 pozostawał dyrektorem handlowym elektrowni w Herford. Autor publikacji naukowych z zakresu ekonomii.
Od 1920 członek Socjaldemokratycznej Partii Niemiec, po 1945 przystąpił także do centrali związkowej IG Metall. Od 1946 zatrudniony w ministerstwie gospodarki Nadrenii Północnej-Westfalii. Od 1950 był federalnym przedstawicielem w IAR (międzynarodowej radzie zarządzającej Zagłębiem Ruhry), od 1951 kierował niemiecką delegacją. W 1946 i w latach 1966–1970 zasiadał w landtagu Nadrenii Północnej-Westfalii. Od 10 sierpnia 1952 do 10 sierpnia 1962 członek Wysokiej Władzy Europejskiej Wspólnoty Węgla i Stali, odpowiadał m.in. za finanse, budżet i administrację.

## Odznaczenia
Odznaczony m.in. Krzyżem Wielkim II Klasy Orderu Zasługi Republiki Federalnej Niemiec (1959) i Orderem Zasługi Republiki Włoskiej IV klasy (1960).